# 博尔什河
博尔什河（法語：Baulche，法語發音：[bolʃ]）是法国勃艮第-弗朗什-孔泰大区约讷省的河流，是約訥河的左支流，长26千米，发源自梅里塞克，于莫内托流入约讷河。